# (1689) Floris-Jan
(1689) Floris-Jan ist ein Asteroid des Hauptgürtels, der am 16. September 1930 vom niederländischen Astronomen Hendrik van Gent in Johannesburg entdeckt wurde.
Benannt ist der Asteroid nach Floris-Jan van der Meulen, dem 5000. Besucher einer astronomischen Ausstellung.